# 秦敬傳
秦敬傳，直隸顺天府大興县（今北京市市区）人，清朝政治人物、同进士出身。
康熙三年（1664年），登甲辰科进士，授內閣中書。